# Ballroom Dancing
Cet article concerne le film. Pour la danse, voir Danse de salon.
Série Trilogie du rideau rouge
Roméo + Juliette
(1996)
Pour plus de détails, voir Fiche technique et Distribution.
Ballroom Dancing (Strictly Ballroom) est un film musical australien réalisé par Baz Luhrmann, sorti en 1992.

## Synopsis
En Australie, Scott Hastings, danseur de salon, s'entraîne âprement depuis son enfance dans le cours de danse de sa mère, Shirley. Elle-même ancienne danseuse, femme aux abois, elle tente de maintenir bonne figure. Doug, le père de Scott, se montre quant à lui d'une discrétion poussée jusqu'à l'insignifiance. C'est Les Kendall, le frère de Shirley, un homme gentil et rassurant, qui semble être le pilier de l'organisation. Car la tension est à son comble dans la petite école de danse.
En effet, Scott travaille sans relâche avec sa partenaire Liz depuis deux décennies. Ils doivent remporter le plus prestigieux concours de danse australien : le « Pan Pacific ». Mais Scott, qui danse académiquement depuis ses débuts, rêve de dépasser les règles strictes de la Fédération : il crée ses propres pas, qu'il travaille en secret.
Liz, qui veut gagner, s'y oppose, craignant que cette prise de risque ne compromette leur victoire, étant grands favoris. Après une dispute, elle quitte le duo pour s'associer avec le rival de Scott, Ken Railings.
Au désespoir, Shirley, assistée de l'oncle de Scott, fait passer des castings pour trouver une nouvelle partenaire digne du niveau d'un champion tel son fils. Mais personne ne convient, et la date du concours approche dangereusement.
Le président de la Fédération, Barry, ami de la famille, regarde cela de loin.
Un soir, Fran, débutante gauche et timide, surprend Scott en train de danser ses pas dans la salle vide. Faisant preuve d'une audace que l'on n'attend pas d'un personnage présenté effacé dans les premières scènes, portant lunettes et souffrant d'acné, elle déclare vouloir être sa partenaire, et être d'accord pour danser à sa façon. Scott, grand champion, se moque d'elle. Cela la fait entrer dans une colère noire et inattendue. Elle l'accuse de vivre dans la peur, selon une expression espagnole « Vivir con miedo es cómo vivir a medias », avant de fondre en larmes. Scott accepte un essai, agacé.
Mais contre toute attente et avec persévérance, Fran progresse au fur et à mesure, apprenant même à Scott un pas de son invention.
Après un entraînement, alors qu'il raccompagne Fran chez elle dans un quartier défavorisé, il est vertement repoussé par le père de celle-ci. C'est un espagnol, rude, pensant qu'il la courtise. Bousculé par l'homme, Scott se défend en affirmant qu'ils ne font que danser. Il est alors mis au défi de montrer sa danse devant tout le clan, qui se moque de lui lorsqu'il s'exécute. Excédé, il s'interrompt brusquement et interpelle l'homme dans un élan d'orgueil. L'homme lui fait alors une démonstration magistrale de paso doble. Scott, stupéfait, découvre que le père de Fran était un grand danseur dans son pays. Il se rend compte de la faiblesse de son statut de champion : danseur de salle, il a en réalité beaucoup à apprendre.
Fran et Scott commencent à s'entraîner auprès du clan, et composent une chorégraphie inédite sur le thème du paso doble. Tandis que leur complicité se développe, elle lui dévoile le sens de l'expression espagnole qu'elle avait utilisée : « Vivre dans la peur est une vie à moitié vécue ». La grand-mère de Fran conseille à Scott de toujours suivre le rythme, qui se ressent par le cœur, jamais par les pieds du danseur.
Un soir, Scott annonce à Fran qu'elle est prête : ils danseront ensemble leurs propres pas au « Pan Pacific ». Ils sont fous de joie.
Shirley, elle, est au bord de l'implosion. Scott lui demande de ne plus se préoccuper car il a trouvé une partenaire, sans dévoiler qu'il s'agît de Fran.
Mais Barry, qui les a surpris, voit d'un mauvais œil cette initiative, et tente de l'en dissuader. Scott lui répond qu'il se moque désormais de gagner. Ce qui compte pour lui désormais, c'est de danser librement. Il se rebelle et envoie vertement Barry sur les roses.
Barry convoque alors la famille de Scott et déclare qu'il est temps de révéler un secret. Tous se taisent.
La veille du concours, il attend la venue de Scott dans la salle de danse familiale. Il raconte, à contrecœur, ce secret, mis en scène dans un flashback théâtral. On y voit Doug briser la carrière de Shirley, pour la même raison qui pousse aujourd'hui Scott à délaisser la victoire. Scott apprend que son père, si effacé, était un danseur fabuleux : il formait avec sa mère le duo d'élite le plus admiré et envié de tous, y compris de Barry. Tandis qu'ils préparaient le Pan Pacific, Doug, pris d'une obsession égotique, se mit à danser des pas de son invention non agréés sans plus tenir compte de sa partenaire, désemparée. Malgré les avertissements de Barry, Doug s'entêta et leur fit perdre le concours, leur renommée, et le travail de toute une vie. Il relégua Shirley, promise à une brillante carrière, à un statut de professeur sans gloire, ni joie. Barry suggère à Scott que c'est la raison pour laquelle il est vital pour sa mère qu'il remporte la victoire. Scott est bouleversé.
Simultanément, un deus ex machina (procédé utilisé caricaturalement par deux fois dans le film) rend disponible une danseuse du plus haut niveau et sublime femme, Tina Sparkle. Barry propose à Scott de s'associer à elle. Résigné à ne pas briser le cœur de sa mère en répétant l'histoire, Scott accepte Tina pour partenaire, afin de gagner le concours, bien qu'il soit, comme l'on s'y attend, tombé amoureux de Fran.
Celle-ci apprend par Shirley en arrivant au matin du concours que Scott a une partenaire. Alors qu'elle s'attend à ce que leur secret dévoilé ait provoqué des remous, elle est surprise par la gaieté de Shirley, qui elle parle de Tina. Fran comprend soudain que Scott dansera avec une autre. En coulisse, Scott tente de lui expliquer et ils commencent à danser ensemble doucement, mais ils sont vite séparés par Shirley et Barry, qui les éloignent chacun d'un côté. Shirley révèle un visage menaçant bien que policé : Fran n'est pas à la hauteur, elle ne doit pas être égoïste, elle doit laisser Scott danser avec une partenaire de son envergure afin qu'il gagne et elle doit se retirer sans tarder.
Le concours commence. Scott et Tina dansent parfaitement bien que Scott danse tristement. Fran, digne, danse avec une femme pour cavalier, dans la catégorie débutants.
L'ancienne partenaire de Scott, Liz, subit quant à elle l'incompétence et l'alcoolisme de son nouveau partenaire sur la piste. Entre chaque étape du concours, Doug tente de s'approcher pour lui parler, gauche et inaudible. Mais tandis que la finale s'annonce dans quelques instants, il le prend soudain vivement à partie. Surpris, mais las, Scott lui dit de ne pas s'inquiéter : Barry lui a tout dit. Il ne fera pas la même erreur : il gagnera le Pan Pacific, pour sa mère.
Doug, effaré, parle enfin : il n'a jamais dansé le « Pan Pacific » !? À l'époque, il formait bien un duo d'exception avec sa mère : ils créaient leurs propres pas en espérant gagner l'enthousiasme du jury. Mais à l'approche du concours, Barry convainquit Shirley de n'en rien faire, car cela déplairait à la Fédération, et mettrait fin à sa carrière. Shirley quitta le duo qu'elle formait avec son mari, et Barry lui suggéra de danser des figures agréés avec son frère. Ainsi, il lui révèle comment la peur les a empêché de suivre leur rêve ensemble, condamné leur avenir professionnel, et leur couple.
En une seconde, alors que Scott est demandé en dernier appel sur la piste pour la finale, le temps se dilate : il regarde son père, sa mère, sa partenaire, puis saute de l'estrade à la recherche de Fran. Il la trouve quittant les lieux avec son père et sa grand-mère, qui avait apporté les costumes : de somptueux habits de corrida  brodés d'or et une robe à volants rouge. Devant l'urgence, Fran accepte aussitôt de le suivre.
Alors qu'à la table du jury, Barry sourit de contentement, Scott fait soudain une entrée magistrale sur la scène, sur fond de musique de Corrida. La danse de Scott et Fran commence. Tous les proches de Scott sont bouche bée devant la beauté des enchaînements. Après les débuts de la chorégraphie, qui éblouit toute l'audience, Barry fait éteindre la musique, prend le micro et demande au couple de quitter la piste : ils sont disqualifiés par la Fédération. Ils n'en font rien :  mais Barry insiste.
Silencieux, puis résignés, Scott et Fran s'apprêtent à obtempérer et font lentement révérence au public, têtes penchées au sol. Provient soudain le son d'un rythme donné par quelqu'un qui frappe dans ses mains et rompt le silence. On voit alors le père de Scott s'avancer, déterminé et les larmes aux yeux, pour encourager Scott à poursuivre. Le père et la grand mère de Fran, assis dans le public, suivent aussitôt et frappent le rythme à leur tour. Scott et Fran se regardent, et reprennent la danse sur ce seul repère, soudés et sans faillir, parmi les autres couples de danseurs statiques.
Bientôt, l'oncle de Scott, puis Tina, puis chacun dans le public se joignent à eux. En coulisses, les proches de Scott, y compris son ex-partenaire Liz, s'opposent physiquement à la Fédération, chacun de leur côté et à leur façon, ignorant qu'ils sont en train d'agir à l'unisson. Ils parviennent à remettre la musique sous les cris d'enthousiasme de la foule, qui donnent à la danse un mouvement triomphant.
Scott et Fran  finissent leur danse victorieusement, Scott à genoux et se relevant comme un toréador pour un final auprès de Fran sublimée, tandis que Barry est déchu par la perte de son postiche.
La scène finale est la vision de tous, protagonistes et public qui, après avoir longuement ovationné Scott et Fran les rejoignent sur la piste et dansent, y compris les parents de Scott, qui dansent à nouveau ensemble pour la première fois depuis longtemps.

## Fiche technique
- Titre français : Ballroom Dancing
- Titre original : Strictly Ballroom
- Réalisation : Baz Luhrmann
- Scénario : Baz Luhrmann, Craig Pearce et Andrew Bovell
- Musique : David Hirschfelder
- Chorégraphie : John O'Connell
- Direction artistique : Catherine Martin
- Décors : Bill Marron
- Photographie : Steve Mason
- Montage : Jill Bilcock
- Son : Ben Osmo
- Costumes : Angus Strathie
- Production : Tristram Miall
  - Production exécutive : Antoinette Albert
- Société de production : M & A Film Corporation
- Société de distribution : C/FP Distribution et C/FP Video
- Pays de production :  Australie
- Langues originales : anglais et espagnol
- Genre : film musical
- Format : couleurs (Eastmancolor) - 1,85:1 - Dolby
- Durée : 94 minutes
- Date de sortie :
  - France : 2 septembre 1992

## Distribution
- Paul Mercurio (VF : Jean-Phillipe Puymartin) : Scott Hastings
- Tara Morice : Fran
- Bill Hunter (VF : Jean-Pierre Moulin) : Barry Fife
- Pat Thomson (VF : Michèle Bardollet) : Shirley Hastings
- Gia Carides : Liz Holt
- Peter Whitford : Les Kendall
- Barry Otto : Doug Hastings
- John Hannan : Ken Railings
- Sonia Kruger-Tayler : Tina Sparkle
- Kris McQuade : Charm Leachman
- Pip Mushin (VF : Philippe Vincent) : Wayne Burns
- Leonie Page : Vanessa Cronin
- Antonio Vargas : Rico
- Armonia Benedito : Yaya
- Jack Webster : Terry
- Lauren Hewett : Kylie
- Steve Grace : Luke
- Wayne Bertram : J.J. Silvers
- Di Emery : Waitress
- Lara Mulcahy : Natalie
- Brian M. Logan : Clarry
- Michael Burgess : Merv
- Todd McKenney : Nathan Starkey
- Kerry Shrimpton : Pam Short

## Bande originale
La musique est un personnage à part entière dans ce film, elle y remplace certains dialogues[réf. nécessaire].
Liste des titres utilisés :
- Perhaps Perhaps Perhaps (Quizás, quizás, quizás) par Doris Day
- La Cumparsita/Tango Please (medley) par David Hirschfelder and The Bogo Pogo Orchestra
- Tequila/Sinful Samba (medley) par David Hirschfelder and The Bogo Pogo Orchestra
- Rhumba de Burros par Ignatius Jones (en)
- Doug's Tearful Waltz/First Kiss par David Hirschfelder and The Bogo Pogo Orchestra
- Time After Time par Mark Williams et Tara Morice
- Standing in the Rain par John Paul Young et David Hirschfelder and The Bogo Pogo Orchestra
- Yesterday's Hero par Ignatius Jones
- The Blue Danube par David Hirschfelder and The Bogo Pogo Orchestra
- Scott & Fran's Paso Doble par David Hirschfelder and The Bogo Pogo Orchestra
- Love Is In The Air (Ballroom Mix) par John Paul Young

## Analyse
- Pour ce premier long-métrage de sa trilogie du « Rideau Rouge », qui va durer près de 10 ans avec plus tard Roméo + Juliette et Moulin Rouge, le réalisateur Baz Luhrmann a su insuffler ce grain de folie qui fait sa particularité dans ses autres films. Très coloré, déjanté et musical, ce film qui parle essentiellement de danse, mais aussi du poids des contraintes familialeshéritées et tûes et de la délivrance par la vérité face au conformisme (Luhrmann a beaucoup pratiqué la danse dans son jeune âge), se montre critique envers les conventions imposées même dans les concours de danse, qu'il a probablement dû lui-même affronter. L'histoire n'est pas originale (la fin en particulier rappelle Dirty Dancing), mais les acteurs, les personnages, qui ne sont pas esthétisés, les costumes, cette façon de filmer typique de Luhrmann en fait un film délicieux à voir si l'on est amateur du genre.[réf. nécessaire]
- « Le réalisateur respecte les règles du genre, mais avec beaucoup plus de finesse et de tendresse que ses confrères. Pour cela, il parsème son scénario de petites pincées d'humour, sa mise en scène de plans originaux et dynamiques, et il utilise des couleurs vives et franches, agrémentées de paillettes qui donnent au film un ton baroque et fantaisiste. Comme les acteurs sont tous épatants, qu'ils jouent la comédie aussi bien qu'ils dansent (et ils ne dansent pas mal !), et que la musique est réellement entrainante, une seule chose va finir par manquer : ce sont les superlatifs ! »[1]

## Autour du film
- Pour le chorégraphe, John "Cha Cha" O'Connell, le monde du flamenco est le règne de la passion ; une expérience intensément intérieure. Dans le monde de la compétition chacune des danses latines a une expression différente : le cha-cha-cha est léger et impertinent, la rumba est langoureuse, la samba illustre la folie du carnaval, et le paso doble porte en lui la passion de la corrida alliée à l'intensité du flamenco.
- Pour la création des costumes, on importa pour 7 000 $ de plumes d'autruche qui furent teintes pour être assorties à la couleur des costumes. Le tissu pailleté d'importation également coûta 200 $ du mètre. 10 000 heures de travail furent consacrées à la conception et à la fabrication des costumes. Le boléro que porte Paul Mercurio dans la scène de danse finale est composé avec des broderies venues des Indes, des cristaux de Bohème, des galons du Japon, et des paillettes Tchèques. Il a nécessité le travail à temps plein de deux couturières pendant quatre semaines.